# 希臘和丹麥的伊蓮妮公主
希臘和丹麥公主伊蓮娜（希臘語：Πριγκίπισσα Ειρήνη της Ελλάδας και Δανίας；1942年5月11日—），希腊国王保罗一世的次女。她的姐姐是西班牙王后索菲娅，哥哥是康斯坦丁二世。她终身未婚，是一名鋼琴演奏家。